# Anonychia grisea
Anonychia grisea là một loài bướm đêm trong họ Geometridae.